# Go' sønda' morn'
Go' sønda' morn' er det fjerde studiealbum af den danske sangerinde og sangskriver Anne Linnet, der blev udgivet i 1980 via Pladecompagniet.

## Spor
1. "Bedst Som Vi Leger" - 3:12
2. "Hele Dagen" - 3:29
3. "Humørsang" - 2:38
4. "Sigurd" - 2:21
5. "Kærlighedssang" - 5:18
6. "Godnatsang" - 4:05
7. "Sønda' Morn'" - 3:08
8. "Morgenmadsang" - 1:52
9. "De Voksnes Søndag" - 2:48
10. "Dyresang" - 3:05
11. "Hva' Ska' Vi Lave" - 2:52
12. "Kommer Når Du Kalder" - 3:30
13. "Søndag Legedag" - 3:10